# Снобков, Иван Афанасьевич
Иван Афанасьевич Снобков-Степнов (29.12.1901/10.01.1902—20.07.1962) — генерал-майор (1960), директор МГРИ в 1933—1937 годы, военнослужащий, комиссар ЧОН в Гражданскую войну, прокурор Московской области, член ВКП(б).

## Биография

### Учёба и начало карьеры[1]
Родился в 1902 году. В 1918 году вступает в ВКП(б). С 1919 года состоит на службе в РККА, в 1919-21 годы участвует в ликвидации бандитизма на Западном фронте в должности комиссара Особого батальона. В этом его судьба перекликается с биографией А. П. Гайдара(Голикова).
В 1924 закончил рабфак, а затем правовое обеспечение Института Красной Профессуры(1931). Учёбу в институте совмещал с работой в прокуратуре Московской области. В 1931 году возглавляет кафедру марксизма-ленинизма в Военной академии имени М. В. Фрунзе. В 1932—1937 состоял в рядах РККА.

### Работа во МГРИ
В феврале 1933 года назначается директором МГРИ. Работу директором он совмещал с преподавательской нагрузкой на кафедре «Диамат и ленинизм». Примечательно, что начальником научного-исследовательского сектора(НИС) МГРИ Снобков назначает Набоко Ф. К., который только в 1936 заканчивает МГРИ по специальности «Инженерная геология».
28-го декабря 1935 года по приказу № 329 директора МГРИ Снобкова И. А. был организован Загорский (ныне Сергиево-Посадский) учебно-научный полигон МГРИ, где более 80 лет проводятся учебные практики у геофизиков, буровиков, геологов и гидрогеологов.
В конце 1937 года Снобков получает пост заместителя начальника Главгеологии Наркомата тяжелой промышленности.
В январе 1938 года в газете правда выходит фельетон «В геологических недрах», В нём говорилось, что бывший директор МГРИ культивировал в институте «унтер-пришибеевские нравы» и опирался на сомнительных в политическом отношении людей.
В 1939 году Снобков работает во МГРИ доцентом кафедры «Диамат и ленинизм». В декабре 1940-го числится в заочной аспирантуре МГРИ.
В начале 1941 года возглавляет кафедру «Основы марксизма-ленинизма».

### Участие в Великой Отечественной войне
Девятого июля 1941 года уходит в ряды Красной Армии. С октября 1941 года работает заместителем начальника по политической части Таллинского военно-пехотного училища в звании полковника. 14 июля 1941 года, по приказу Наркома Обороны СССР, училище было выведено из района боевых действий в город Славгород Алтайского края. Но необходимой учебно-материальной базы для училища там не было, поэтому было принято решение передислоцировать училище в г. Тюмень. 20 августа оно прибыло в Тюмень, получив наименование «Второе Тюменское военно-пехотное училище». В мае 1943 представляется к ордену «Красная Звезда» за хорошую подготовку военно-политических кадров.

### Карьера в послевоенные годы

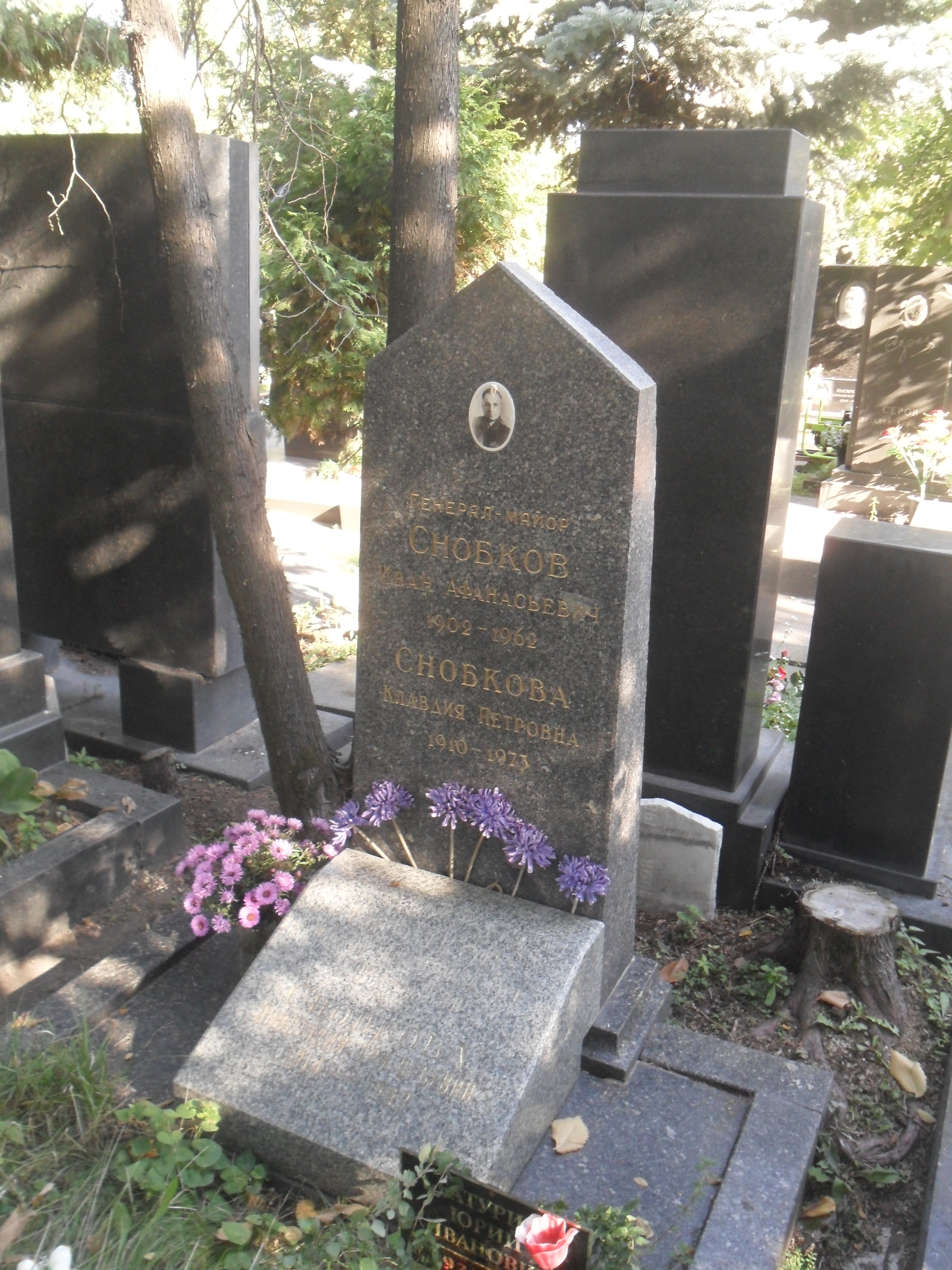
Могила Снобкова на Новодевичьем кладбище Москвы.

В 1953 году занимал должность начальника политического отдела Академии артиллерийских наук имени Дзержинского. Был членом Верховного Суда СССР. Зимой 1959 года участвовал в XXI внеочередном съезде ЦК-КПСС от Московской партийной организации. Умер в 1962 году в чине генерала-майора. Похоронен на Новодевичьем кладбище в Москве.

## Награды
- орден Ленина
- орден Красного Знамени
- орден Трудового Красного Знамени
- 2 ордена Красной Звезды